# Scotland Island
Scotland Island ist eine Insel im Norden von Sydney in New South Wales, Australien. Die Insel liegt im Gebiet von Church Point, einer Vorstadt von Sydney, 33 km nördlich der Innenstadt Sydneys im Wahlbezirk von Pittwater Council am Ende von Pittwater.

## Geographie and Geologie
Der Durchmesser der Insel beträgt knapp einen Kilometer, bei einer Fläche von 52 Hektar und sie erhebt sich 120 Meter über Meereshöhe. Östlich der Insel liegen Newport, westlich der Ku-ring-gai-Chase-Nationalpark, südlich Church Point und Viewbay. Die Insel ist umgeben von kleinen Stränden, die hauptsächlich aus Lehm und felsigen Untergrund bestehen und von Mangroven bewachsen sind. Auf der Insel gibt es keine Flüsse oder Klippen, aber kleine Felsaushöhlungen in der oben aufliegenden Sandsteinschicht.
Vor etwa 18.000 Jahren war Scotland Island ein Hügel am Rande eines Flusstals im Sydneybecken. Als nach einer Eiszeit der Meeresspiegel anstieg, wurde das Tal mit Wasser gefüllt und aus einem ehemaligen Hügel entstand die Insel Scotland Island im Ria Pittwater. Die Insel ist von Hawkesbury-Sandstein bedeckt und darunter liegen die Schichten aus Schiefer der Narrabeen Group.
Auf der Insel sind fünf Grünflächen ausgewiesen. Die größten sind Elizabeth Park (6,8 Hektar) im Zentrum und Catherine Park (0,78 Hektar) im Norden, gefolgt von Leahvera Reserve (0,58 Hektar, Westen), Pathilda Reserve (0,4 Hektar, Osten), und Harold Reserve (0,2 Hektar, Süden).

## Geschichte
Europäer unternahmen im März 1788 ihre erste Entdeckungsfahrt in das Gebiet der Insel, kurz nachdem sie eine Strafkolonie an der Sydney Cove gegründet hatten und als der erste Gouverneur der Strafkolonie Arthur Phillip das Wasser sah, rief er aus: „the finest piece of Water I ever saw“ (deutsch: „das beste Wasser, das ich je sah“), gab die Namen Pitt Water und Pitt Island nach dem britischen Premierminister William Pitt Pitt Island.
Der erste europäische Siedler war der Sträfling Andrew Thompson, der auf der Insel 52 Hektar Land für seine Rettungsleistungen bei einer Überflutung des Hawkesbury River erhielt. Er baute dort erfolgreich eine Salzgewinnung auf und benannte die Insel nach seiner Heimat Scotland Island, später wurde er Verwalter und Aufseher über die britischen Sträflinge, Schiffsregistrar auf dem Hawkesbury River, Richter und Schiffbauer und starb 1810.
Die Insel wurde als Ganzes einige Male im 19. Jahrhundert verkauft, bevor sie 1906 und 1911 in 121 Parzellen angeboten wurde, 1924 wurde sie erneut, und diesmal in 361 Parzellen aufgeteilt, angeboten. Der Verkauf gestaltete sich schwierig und es entstanden keine festen Gebäude. Andauernde Niederlassungen entstanden in den 1960er Jahren und die Insel entwickelte sich ab 1967, als damals Schafzucht auf der Insel betrieben wurde.

## Inselgemeinschaft
Scotland Island ist eine der zwei bewohnten Inseln im Gebiet von Sydney und zählte im Jahr 2006 642 Einwohner. Die Insel wird von der Church Point Ferry, einer Schiffsfähre und privaten Booten angefahren. Die meisten Teile der Insel bestehen aus Buschland mit etwa 350 Gebäuden, die sich entlang der Inselküste erstrecken. Auf der Insel gibt es keine Handelsgeschäfte, Cafés oder Industriegebiete. Das Kinderzentrum und die Gemeinschaftshalle wurden von den Inseleinwohnern in den 1980er und 1990er Jahren aufgebaut, die zu unterschiedlichen Zwecken genutzt werden. Die Island Thinkers organisiert Diskussions- und künstlerische Veranstaltungen und 2006 wurde ein Kunst- und Filmfestival auf der Insel durch diese Gemeinschaft organisiert. Auf der Insel wird eine eigene Zeitung herausgegeben.
Die Mehrheit der Inselbewohner arbeitet auf dem Festland. Das Leben auf der Insel ist mühsam, die Grundstücke liegen auf steilem Gelände, die Elektrifizierung erfolgte 1960, die meisten Insulaner müssen zu Fuß gehen, denn eine Straßenanbindung zum Festland fehlt, deshalb gibt es wenige Autos auf der Insel und ein Transfer erfolgt mit einer Schiffsfähre, die seit 1950 regelmäßig Dienst leistet. Der Müll der Insel muss per Schiff abtransportiert werden und 1967 votierten die Inselbewohner gegen die Versorgung durch städtisches Wasser und versorgen sich weiterhin mit Regenwasser. Seit 1980 gibt es vier kleine Hafenanlagen an die Wassertaxis und Boote anlegen können. Wegen der fehlenden Straßenanbindung ans Festland leistet eine Freiwillige Feuerwehr Dienst auf der Insel, für die sonst die Feuerwehr Sydneys zuständig wäre.